# 1988년 하계 올림픽 다이빙
제24회 하계 올림픽 다이빙 경기는 1988년 9월 17일~9월 20일, 9월 26일~9월 29일 대한민국 서울특별시 잠실 실내수영장에서 열렸다. 남녀 2종목씩 총 4개 세부종목으로 치러졌으며, 30개국 출신 89명 선수가 출전하였다.
남자부에서는 스프링보드와 플랫폼 모두 미국의 그레그 루가니스 선수가 석권하였으며, 여자부에서는 중국의 가오민 선수가 스프링보드 종목에서, 쉬옌메이 선수가 플랫폼 종목에서 우승하였다. 참가국별 메달 획득 결과는 중국이 1위, 미국이 2위, 멕시코가 3위였으며 이들 국가 외에 메달을 획득한 국가는 없었다.

## 참가국
다음은 다이빙 종목의 참가국 목록이다.
| - 아르헨티나 (1) - 오스트레일리아 (5) - 오스트리아 (2) - 바하마 (1) - 바베이도스 (1) - 벨기에 (1) - 브라질 (1) - 캐나다 (6) - 중화인민공화국 (8) - 동독 (4) - 에콰도르 (1) | - 핀란드 (1) - 프랑스 (2) - 영국 (5) - 홍콩 (2) - 헝가리 (3) - 이탈리아 (4) - 일본 (4) - 쿠웨이트 (1) - 멕시코 (3) - 네덜란드 (2) - 노르웨이 (1) | - 폴란드 (1) - 대한민국 (2) - 소련 (8) - 스페인 (2) - 스웨덴 (2) - 스위스 (2) - 미국 (7) - 서독 (6) - 짐바브웨 (1) - 베네수엘라 (1) |

## 경기 결과
종목 명칭의 경우 국제올림픽위원회의 공식 분류에 따랐으나 대회 공식보고서에서는 '스프링보드 다이빙', '플랫폼 다이빙'으로 표기되었다.

### 남자부
| 종목                 | 금                     | 은                      | 동                      |
| -------------------- | ---------------------- | ----------------------- | ----------------------- |
| 3m 스프링보드 자세히 | 그레그 루가니스 · 미국 | 탄량더 · 중화인민공화국 | 리더량 · 중화인민공화국 |
| 10m 플랫폼 자세히    | 그레그 루가니스 · 미국 | 슝니 · 중화인민공화국   | 헤수스 메나 · 멕시코    |

### 여자부
| 종목                 | 금                        | 은                    | 동                   |
| -------------------- | ------------------------- | --------------------- | -------------------- |
| 3m 스프링보드 자세히 | 가오민 · 중화인민공화국   | 리칭 · 중화인민공화국 | 켈리 맥코믹 · 미국   |
| 10m 플랫폼 자세히    | 쉬옌메이 · 중화인민공화국 | 미셸 미첼 · 미국      | 웬디 윌리엄스 · 미국 |

## 메달 순위
| 순위 | 국가                 | 금메달 | 은메달 | 동메달 | 합계 |
| ---- | -------------------- | ------ | ------ | ------ | ---- |
| 1    | 중화인민공화국 (CHN) | 2      | 3      | 1      | 6    |
| 2    | 미국 (USA)           | 2      | 1      | 2      | 5    |
| 3    | 멕시코 (MEX)         | 0      | 0      | 1      | 1    |

## 참고 문헌
- “Olympic Medal Winners”. International Olympic Committee. 2007년 1월 11일에 확인함.
- 《Official Report of the Games of the XXIVth Olympiad Seoul, 1988 - Volume 2: Competition Summary and Results》 (PDF) (영어프랑스어). Seoul: Seoul Olympic Organizing Committee. 1989. OCLC 23924033. 2007년 9월 30일에 원본 문서 (pdf)에서 보존된 문서. 2007년 1월 11일에 확인함.